# Wanna (Pakistan)
Wānna (in pashtu واڼۀ) è la principale città del Waziristan meridionale, situata nell'area del cosiddetto conflitto nel Pakistan nord-occidentale.

## Guerra contro il terrorismo
È nella città di Wānna che è cominciata la Guerra nel Pakistan nord-occidentale, con la battaglia di Wanna nel marzo del 2004, contro numerose centinaia di militanti di gruppi gihadisti ceceni, tagiki, uzbeki, uiguri e arabi, coordinati dal terrorista egiziano Ayman al-Ẓawāhirī. 
La città è stata anche coinvolta nell'Operazione Rah-e Nijat, che si è concentrata nel Waziristan meridionale a fine del 2009.